# Френска църква (Потсдам)
Френската църква в Потсдам (на френски: Temple de Potsdam; на немски: Französische Kirche in Potsdam) е протестантска църква, късна творба на архитекта Георг Венцеслаус фон Кнобелсдорф.
В Потсдамския едикт за толерантност от 1685 г. великият курфюрст Фридрих предлага на хугенотите, избягали от Франция поради религиозни гонения, да се заселят в Прусия. През 1752/53 г. църквата е построена за постепенно разрастващата се френска реформаторска общност в Потсдам. След тежките разрушения на града през Втората световна война, тя е най-старата оцеляла църква в историческата част на града.

## История на сградата

### Създаването
Църквата е построена в югоизточния край на днешния площад Басинплац, на място между холандския квартал и френския квартал. Теренът е бил мочурлив и едва от 1733 г. е част от територията на града. Между 1737 г. и 1739 г. холандският майстор-строител Ян Буман го пресушава, като построява резервоар, т. нар. „холандския басейн“. Въпреки това, изграждането на църквата върху подпочвени масиви, които е трудно да се изчислят, остава техническо предизвикателство. Надежден подпочвен слой бил открит едва на дълбочина от почти шест метра, а изкопната яма трябвала да бъде старателно обезопасена. Слой от варовик, разположен точно под земната повърхност, бил предвиден за да предотврати издигането на влага в сградата.
Проектът и планирането на църквата са дело на Георг Венцеслаус фон Кнобелсдорф, много търсеният архитект на Фридрих Велики. Когато започва строителството, той вече бил тежко болен. Ян Буман ръководи изпълнението на проекта. Тематичен модел за сградата играе Пантеонът в Рим, централна сграда с купол и портик, чиито характеристики Кнобелсдорф майсторски е разнообразил във всички пропорции и детайли. Основната форма на църквата е овална, вътрешните размери са 19,83 м и 15,23 м; зидарията е с дебелина 1,65 м, облицована с пясъчник в основата и измазана отгоре. Относително плоският купол е изграден от безарматурна зидария, поради което известният архитект на пруския класицизъм Карл Фридрих Шинкел 80 години по-късно още го счита за много смело решение от гледна точка на статиката. В нишите от двете страни на входа стоят две алегорични фигури в от скулптора Фридрих Кристиан Глуме, които са в по-голям от нормалния човешки ръст: Каритас (любов, милосърдие) и Спес (надежда). Над тях са разположени десюдепортновидни релефи на притчата за данъка („Тогава отдавайте цезаревото на Цезаря, а Божието на Бога“[Лук. 20:25]) и притчата за изгонването на търговците от храма. В съответствие с френския реформаторски ред на богослужение, неукрасеният интериор е подравнен с центъра на помещението, а обграждащата го дървена емпория му придава вид на амфитеатър. Цветът на стените е бил тъмно розов, популярен в епохата на барока, а пейките вероятно са били в бяло. Прозорците са безцветно остъклени.

### Промени (19-ти век)
През 19-ти век на Шинкел е възложено да преработи интериора. Междувременно на няколко пъти се налага да се правят ремонти. Отломки от мазилка и камък са падали от купола във вътрешността на църквата, а по време на наполеоновата окупация от 1806 г. до 1808 г. вътрешността е служила като кавалерийски склад и е била до голяма степен опустошена. Шинкел заварва нагнили и червиви пейки, някои от прозорците пък заковани с дъски, а тухленият под бил опасно неравен. По време на ремонта между 1832 г. и 1834 г. той се отнася с голямо уважение към предходната работа на Кнобелсдорф. Той отхвърля желаното добавяне на сакристия, за да не се обезобрази сградата. Общото семпло впечатление от интериора било запазено. Той обаче проектира амвон и по този начин придава на интериора на църквата по-фронтално изложение. Чрез изграждане на втора емпория се удвоява броя на наличните места. Светли, сиво-зеленикави тонове определят цветовото впечатление.
Скоро се появяват нови щети от гъбично гниене. През 1856/57 г. църквата е затворена и обновена, като преобладаващите цветове на обзавеждането вече са тъмнокафяви с черно. През 1881 г. църквата трябва да бъде затворена отново за ремонт, този път за две години. След това външният вид на обзавеждането отново бил значително променен. Тази модернизация според вкуса на вилхелминската епоха въвежда щукатурни кесони (клетъчни структури), розетни прозорци в синьо, червено и златисто в купола, както и цветно остъкляване на останалите прозорците. Амвонът е допълнен с декоративни елементи и кръст.

### Промени (20-21-ви век)
През 1920-те години се отстраняват редица от последните промени по църквата. Цветовата схема на амвона, емпориите и пейките отново се доближава до версията на Шинкел. Потъването на сградата поради промени в нивото на подземните води наложило нови строителни мерки.
Бомбардировка по време на Втората световна война на 14.04.1945 г. разрушава почти целият френски квартал. Френската църква остава обаче почти непокътната, само прозорците трябвало да бъдат сменени. След това обаче се появяват и други щети, причинени от войната. През пукнатини в купола прониква вода, мазилката се срутва във вътрешността на църквата, а външната мазилка също е дефектна. Скоро временно скалъпените прозорци започват да текат. Не се взимат необходимите мерки за сигурност, тъй като малката църковна общност не може да ги финансира, а държавни средства не можели да бъдат получени от комунистическия режим на ГДР. В средата на 1960-те години църквата е затворена поради опасност от срутване.
В знак на „щедрото културно“ опазване на църквата в архитектурния пейзаж на града, по повод честването на 300-годишнината на Потсдамския едикт за толерантността през 1985 г., се започват работи по запазването на външния ѝ вид и спирането на по-нататъшното ѝ порутване. Тухленият и силно напукан купол получава стоманобетонно покритие, а също се обновява външната мазилка. За вътрешен ремонт по него време не е можело и дума да стане. С финансовата подкрепа на една фондация на печатна медия, частни дарения и публично финансиране, интериорът на Френската църква е постепенно възстановен от 1990 г. насам. Накрая, през 2003 г. са подменени временните прозорци от следвоенния период и са завършени реставрационните работи по цветовата гама на интериора.

## Хугенотски традиции
Във Франция протестантите, наречени хугеноти, са били в най-добрия случай просто толерирани от властите, но не равноправни. Обикновено им е било позволено да строят своите протестантски храмове само извън градските стени и дори там само без типичните църковни характеристики като камбани и камбанарийни кули. И до ден днешен реформаторските църкви във Франция се наричат „храм“ за разлика от католическите и малкото лутерански църкви с обозначението „église“ (църква). Френската църква в Потсдам е построена изцяло в стила на тези „храмове“ от родината им Франция.
Тъй като църквата в Потсдам от самото начало е проектирана като реформаторска църковна сграда, реформаторските идеи са отразени и в интериора. Съществени елементи на реформираното богослужение са църковната общност, Библията, амвонът и масата за получаване на причастие. Обикновено изграденият от камък кръщелен купел в Католическата църква се заменя в Реформаторската църква от обикновена кръщелна кана и купа, които се поставят на масата за причастие при необходимост. Освен това изцяло липсват други елементи, които обикновено се срещат в църквите, като олтари, свещи, кръстове, разпятия или картини, защото отвличат вниманието от съществеността на богослужението и молитвата и противоречат на втората заповед (забраната за изображения). Затова интериорът на френската църква впечатлява с елегантната си изчистеност.
В това помещение богослужението може да се празнува в оригиналния му вид: пространството е съсредоточено в центъра. Центърът е празен; празнотата е специалното, „свещеното“. Паството се събира в кръг около в този център. Това изразява равенството на всички членове на паството, независимо дали са свещеници или миряни. Масата за причастие, на която винаги е поставена Библията, също е свободно достъпна, за да могат всички да се съберат около нея. Амвонът има преди всичко практическо предназначение: когато емпорията е заета, проповедникът може да бъде лесно чут и видян от всички.

## Френско реформирано паство
В началото на 1686 г. в Потсдам пристигат първите френски реформирани религиозни бежанци след издадения от Великия курфюрст едикт за толерантност. Но в този тогава все още незначителен град са останали само няколко души. Когато Фридрих Вилхелм I построява френския квартал (приблизително 50 къщи) за хугенотите през 1719 г. като част от първото разширяване на града, броят на френските реформатори в Потсдам се увеличава. На 21.07.1723 г. се основава Френското реформирана паство („Eglise reformée de France“). На 19.10.1731 г. то дори получава своя собствена конституция, така че като френско селище в пределите на Потсдам, паството образува своя автономна политическа, църковна и културна общност със собствени съдии, полицаи и съдебни изпълнители. Към общността се присъединяват не само французите, но и реформирани пфалци, швейцарци, унгарци и холандци, заселили се в Потсдам, сред които архитектите Пиер дьо Гайет и Ян Буман. Образованието (собствено училище) и социалната ангажираност играели важна роля.
Окупацията от Наполеон, реформите на Щайн-Харденберг и Пруският църковен съюз от 1817 г. водят до дълбоки промени за паството. По време на Освободителните войни от Наполеоновата окупация паството се държи вярно на германците и дори многократно си германизират собствените и фамилни имена. Френските окупатори, от друга страна, били изненадани да открият тези особени свои бивши сънародници във вражеската страна, които освен това са говорели на остарял вече френски език от едно време, от как са били избягали в изгнание. След сключването на мирен договор, се провеждат реформи от Щайн-Харденберг, с които се премахват някогашните привилегии на френското църковно паство и се отнема статуса на Френското селище с негова собствена местна конституция. С Пруския църковен съюз от 1817 г. паството е внедрено в новата обединена държавна църква „Евангелска църква в Прусия“.
По време на Френско-пруската война от 1870/71 г. църковното паство губи своето авторитетно училище. През следващите години църковни богослужения на френски език са преустановени и интериорът е променен в съответствие с идеите на вилхелминската епохата. Едва след Първата световна война се сформира ново самосъзнание: Свещеничеството успешно се противопоставя на присъединяването към Френската църква в Берлин. По време на националсоциалистическия период църквата успява да защити „еврейските букви“ (тетраграмата JHWH (Яхве) в ореола на портика), но е трябвала да премахне тяхното позлатено покритие.
След Втората световна война половината от паството е загинало или се е разпръснало по целия свят, а останалите енориаши са предимно възрастни. Паството на църквата „Свети Дух“, което е загубила своя храм при бомбардировките, се настанява във френската църква, така че френско-реформираното паство все повече се превръща в гост в собствения си храм. След сливането на паствата на църквите „Свети Дух“ и „Св. Николай“, френската църква била оставена в окаяно състояние и трябвало да бъде затворена през 1968 г. от съображения за сигурност. Френско-реформираната общност тогава започнала да се събира в енорийска зала на края на Холандския квартал, която също била в порутено състояние.
В средата на 1980-те години животът в църквата започва да се раздвижва: нов пастор е нает на почасово работно време; появяват се нови, по-млади миряни; броят на хората, които посещават службите се увеличава; ремонтира се залата на църквата. Там по време на обединението е създаден магазин за един свят, който привлича вниманието на минувачите. Контактите с Франция биха могли да бъдат установени отново.
По време на обединението на Германия там е открита книжарница „Един свят“, имаща за цел да подобри живиота на хората в по-бедния глобален Юг, и така се привлича вниманието на минувачите. Установени са нови контакти с Франция.
През последните години броят на енориашите продължава да нараства и в момента е около 200 (към 2006 г.). Провеждат се повече църковни служби (три на месец). Други църковни дейности включват: уроци за конфирманти, млади енорийци, тематични църковни следобеди, библейски семинари, семейни уединения за свободното време, концерти на орган, хор по проекти, болногледаческа служба, и магазина „Един свят“. Екип от доброволци също така поддържа Френската църква отворена за посетители всеки ден. През годините 2004 – 2006 театър „Ханс Ото“ също многократно гостува във Френската църква с много положително приетота постановка „Война и мир“ на Лев Толстой.
Френско-реформираната църковна общност принадлежи към групата на реформаторски църкви „Евангелска църква Берлин-Бранденбург-Силезия Горна Лужица“ и е член на Реформирания съюз в Германия.

## Орган
Майсторът на органи Ернст Юлиус Маркс създава първия орган за френската църква през 1787 г. Този инструмент е сериозно повреден през 1806 г., когато наполеоновите окупатори използват сградата на църквата като склад. През 1930 г. Александър Шуке построява нов орган за църквата през 1930 г. Този орган обаче също не е оцелял, тъй като е силно повреден при взломен грабеж в църквата през 1970-те години; тръбите на органа са откраднати. В стремежа си да намери заместител за органа на Шуке, енорията намери орган, който съответства по звук и дизайн на оригиналния орган на Маркс. Той датира от 1783 г. и е построен от майстора на органи Йохан Вилхелм Грюнеберг за реформираната църква Св. Йоан в Берлинския район Шпандау. От 1903 г. той бил помещаван в църквата на селото в Беренклау (църквата в Шпандау е разрушена през 1902 г.). Няколко регистъра били премахнати, когато бил преместен в по-малката църква в Беренклау. През 1917 г. калаените тръби са конфискувани и претопени за военни цели. През 1928 г. Александър Шуке ремонтира органа и монтира нови цинкови предни тръби. През 1983 г. в селската църква Андреас Китшке и кантора Кристлиб Албрехт изследват органа, който отдавна не можел да свири, и го преоткриват благодарение на надпис в кутията на ръчните клапани:
| „ | Създаден 1783 г. ... Орган, построен от органомайстора Йохан Вилхелм Грюнеберг в Бранденбург на 8 май. | “ |

При огледа е забелязана загуба на част от челните тръби, части от дърворезбите и редове тръби. Дървесината е имала следи от наяждане от червеи. През 1990 г. резбите на проспекта са допълнени и ремонтирани от фирма Thürmer от Дрезден.
Кичке предлага инструментът да бъде откаран във Френската църква в Потсдам, понеже след реставрация, звукът на органа би бил хем твърде мощен за малката селска църква, хем органът проявявал голяма визуална и тонална прилика с органа на Маркс.
През 1985 г. енорията успява да поеме проекта и да започне да планира реставрацията. През 1991 г. органът е реставриран в работилницата Шуке близо до Френската църква въз основа на оригиналните документи за създаването му, намерени в Шпандау. На Великден 2000 г. органът се чува за първи път в богослужението с шест регистъра. От 22.07.2000 г. той е напълно възстановен и на него се свири публично, а на 29.07.2000 г. е осветен.
Бароковият орган на Грюнеберг с 13 регистъра за ръчен набор и педал е най-големият от оцелелите органи на Йохан Вилхелм Грюнеберг. Инструментът няма съединители. Разпореждането гласи:
| Ръчна работа C,D–d 3 |               |       |
| 1                    | принципал     | 8-ми' |
| 2.                   | мисъл         | 8-ми' |
| 3.                   | тръбна флейта | 8-ми' |
| 4.                   | октава        | 4′    |
| 5.                   | насат         | 3′    |

| (Продължение) |                  |       |
| 6.            | октава           | 2′    |
| 7.            | Корнет III (D) 0 |       |
| 8.            | Микс IV          | 1⁄2   |
| 9.            | Тръба (D) 0      | 8-ми' |
|               | тремулант        |       |

| Педална секция C,D–c 1 |         |      |
| 10                     | суббас  | 16'  |
| 11.                    | цигулка | 0 8′ |
| 12.                    | октава  | 0 4′ |
| 13.                    | тръба 0 | 0 8′ |

## Фотогалерия
- Изглед към Френската църква в Потсдам (1785 г.)
- Френската църква в Потсдам (около 1795 г.)
- Френската църква, около 1928 г.
- Скулптура вляво на входа Надежда (2006 г.)
- Скулптура вдясно на входа Милосърдие (2006 г.)
- Интериор (2021 г. )